# رساننده خدمات مخابراتی

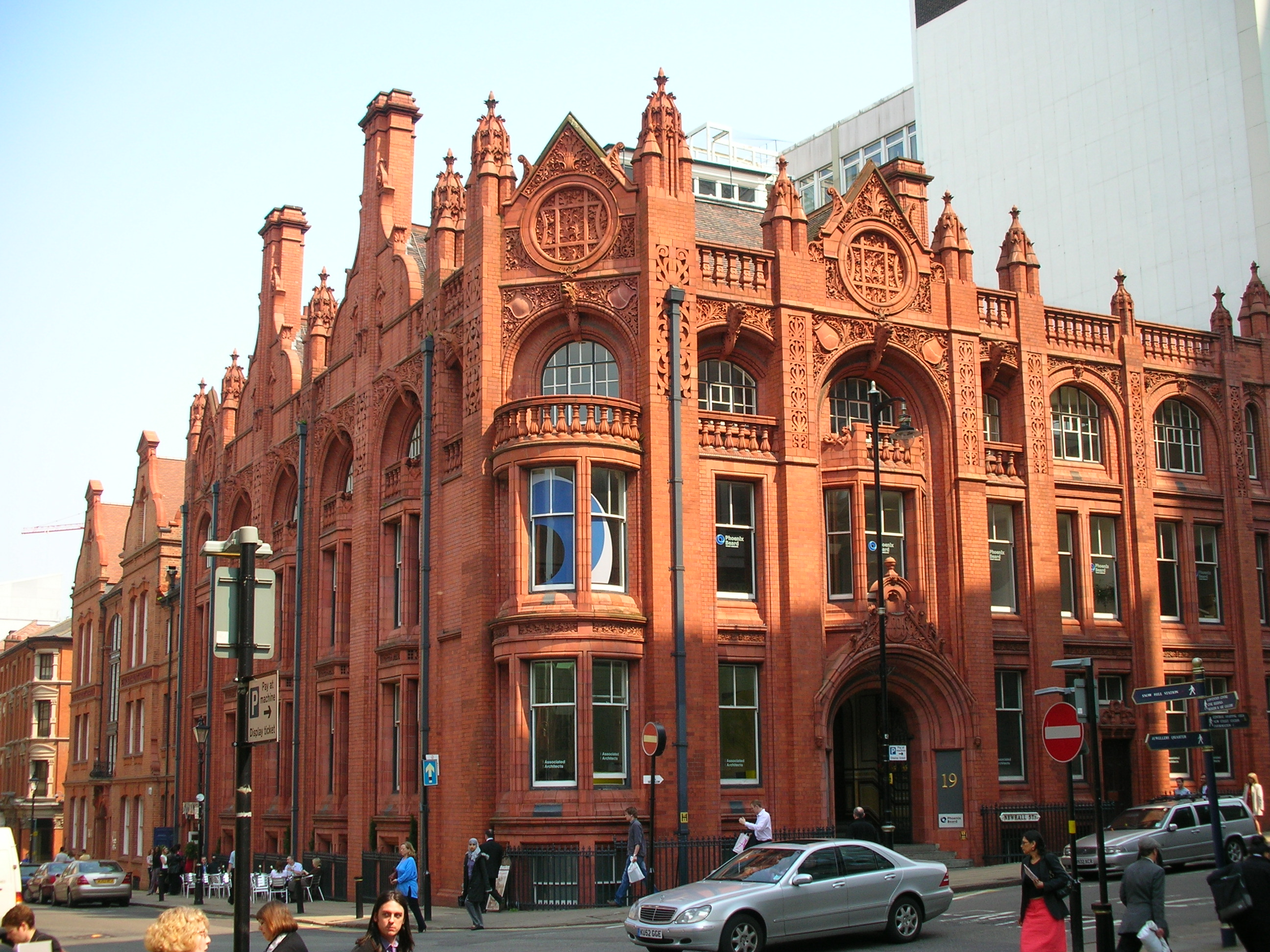
ساختمان شرکت تلفن ادیسون بل در سال ۱۸۹۶ در بیرمنگام انگلستان

رساننده خدمات مخابراتی، نوعی رساننده خدمات ارتباطی است که به‌طور سنتی، خدمات تلفن و مشابه آن را ارائه می‌کند. این دسته شامل شرکت‌های مرکز مبادله محلی الزامی، مرکز مبادله محلی رقابتی و تلفن همراه می‌شود.
درحالی که مردم عادی، واژه‌های «رساننده خدمات تلکام» و «رساننده خدمات ارتباطی» را به جای یکدیگر استفاده می‌کنند، واژه «رساننده خدمات مخابراتی» در مفهوم کلی خود شامل «رساننده خدمات اینترنتی»، «شرکت‌های کابل (برق)»، «تلویزیون ماهواره‌ای» و «خدمات مدیریت شده رساننده» نمی‌شود.
رساننده‌های خدمات مخابراتی، دسترسی به تلفن و خدمات ارتباطی مشابه را فراهم می‌کنند. در گذشته به دلیل هزینه‌های سرمایه، در بسیاری از کشورها بیشتر رساننده‌های خدمات مخابراتی، متعلق به دولت بوده‌اند. اما امروزه، شرکت‌های خصوصی بسیاری در نقاط مختلف جهان وجود دارند و بسیاری از شرکت‌های دولتی نیز خصوصی شده‌اند.